# Дада (репер)
Драган Николић (Нови Сад, 30. новембар 1983), познатији под уметничким именом Дада или Дза, јесте српски репер. Један је од цењенијих репера који је почео да ствара у периоду између другог и трећег таласа хипхопа у Србији.
Издао је два соло албума, Радио убица дечијег лица 2009. и Ни на небу ни на земљи 2016. За други албум добио је веома позитивне критике и сматра се једним од последњих класика изворног српског хипхопа.
Откако је издао албум 2016. Дада се није појављивао у песмама све до 2023. када гостује Гиру у песми „Моменти” на албуму Тестамент.